# Bryobia ulicis
Bryobia ulicis är en spindeldjursart som beskrevs av Eyndhoven 1959. Bryobia ulicis ingår i släktet Bryobia och familjen Tetranychidae. Inga underarter finns listade.